# Gribthorpe
Gribthorpe – osada w Anglii, w hrabstwie East Riding of Yorkshire. Leży 35 km na zachód od miasta Hull i 261 km na północ od Londynu.